# Wonder 3
Wonder 3 (яп. W3, Wandā Surī) — манґа і чорно-білий японський анімаційний телесеріал, створений Осаму Тедзукою в 1960-ті роки. Сюжет розповідає про пригоди трьох агентів з космосу, яких відправляють на Землю, щоб визначити, чи варто знищувати планету, яка є потенційною загрозою для Всесвіту. Приземлившись на Землю, герої приймають форму кролика, коня та качки і заводять дружбу з людським хлопчиком.
Серіал вперше був опублікований у друкованому форматі в Японії в 1965 році, потім він породив анімаційну телевізійну версію з різними історіями.
Історія торкається низки проблем, які були незвичними для мультфільмів того періоду: зокрема, проблем екології, бідності та расової різноманітності.

## Сюжет
Галактична Федерація стурбована кількістю воєн на планеті Земля. Вона відправляє трьох агентів, щоб визначити, чи є планета потенційною загрозою для Всесвіту і чи варто її знищити. Знаряддям знищення є пристрій, що нагадує велику чорну кулю з двома антенами, який по-різному називають антипротонною, сонячною та нейтронною бомбами. Агенти (капітан Бокко, Нокко і Пукко) спочатку мають гуманоїдний вигляд, але після прибуття на Землю вони приймають вигляд кролика (Бокко), коня (Нокко) і качки (Пукко), яких вони захопили як приклади земних форм життя. На Землі вони пересуваються на транспортному засобі у формі шини, що розвиває величезну швидкість, який називається Велике Колесо, і може пересуватися як по землі, так і по воді (а з певними модифікаціями — і по повітрю).
Після приземлення з ними товаришує молодий хлопчик Шінічі Хоші, який стає їхнім союзником протягом усього серіалу. У серіалі також з'являється старший брат Шінічі, Коїчі, який є членом таємного розвідувального агентства «Фенікс», створеного для захисту миру у всьому світі. Спочатку Wonder-3 відштовхує насильство землян, особливо Пукко, але поступово змінює свої погляди після того, як їх торкнулася добра особистість Шінічі.
У фінальній серії серіалу галактична рада приймає рішення про те, що людство не підлягає спасінню, а Земля має бути знищена. Хоча Пукко виступає за це, як ніколи, Бокко відкладає виконання наказу якомога довше, і врешті-решт вирішує не підкоритися рішенню ради. Однак ще до того, як Бокко вирішила не підкоритися наказу, Шінічі жахається ймовірності того, що його друзі підкоряться наказу, і біжить до Коїчі, щоб попросити Фенікса втрутитися.
Хоча десятки агентів Фенікса борються з Wonder-3 на тарілці, вони програють, і Шінічі звертається до Бокко, Нокко та Пукко з проханням забрати його на рідну планету, щоб заступитися за Землю. Під час подорожі Бокко, Нокко і Пукко вперше повертаються до своїх гуманоїдних форм, на превеликий подив Шінічі, який ніколи раніше не бачив їхньої справжньої зовнішності (можливо, не зовсім чітко — він також бачив їх через вікно тарілки в першій серії, хоча в епізоді припускається, що він міг бачити лише їхні силуети).
Шінічі особливо здивований красою Бокко в її справжньому вигляді. W3 постають перед галактичною радою за звинуваченням у невиконанні наказів. Шінічі дають шанс виступити на захист Землі, і рада пропонує йому можливість залишитися на їхній планеті з усіма правами та привілеями інших громадян. Шінічі розлютився і напав на охоронця, тим самим довівши багатьом присутнім жорстоку природу людства. Віддано наказ стерти спогади Шінічі, але перед цим Бокко благає відпустити його і дати Землі більше часу для розвитку. Рада врешті-решт вирішує повернути W3 на Землю і повернутися до цього питання, коли Шінічі досягне повноліття.
Після повернення на Землю Пукко соромиться свого ставлення до людей, Шінічі возз'єднується з Коїчі, а Нокко і Пукко перетворюють Бокко на земну дівчину, щоб мати шанс бути з Шінічі тією людською дівчиною, якою вона насправді хоче бути — принаймні, на короткий час. У фіналі серії Бокко, що стала людиною, прямує до будинку Шінічі, щоб знайти його.

## Персонажі
Бокко (яп. ボッコ) — наймиліша і найрозумніша в групі. Вона здатна до телепатії, телекінезу та гіпнозу, має надзвичайно чутливий слух, а також може контролювати внутрішню роботу машин, притискаючи до них вуха. Вона любить людей і не бачить необхідності знищувати планету через дії кількох поганих людей. Незважаючи на те, що у своїй гуманоїдній формі вона дещо старша за Шінічі (їхнього друга-людину, якому, ймовірно, близько 20 років), а також на те, що у тваринній формі вона кролик, її почуття до Шінічі значно більші, ніж платонічні. Її найглибше бажання — стати земною дівчиною, щоб бути з Шінічі.
Нокко (яп. ノッコ) — здатен неймовірно швидко створювати винаходи, а також надзвичайно швидкий і витривалий у вигляді коня. Нокко також волів би бачити Землю не знищеною — здебільшого тому, що він любить їжу. У нього є дівчина на ім'я Феліна, яка також є членом Галактичного патруля. Вона з'являється в серіалі один раз, коли її відправляють на Землю з місією, і вона приймає вигляд кішки.
Пукко (яп. プッコ) — скнара, іноді має золоте серце, може генерувати ударні хвилі крилами, а також є досить здібним гітаристом. А ще він набагато сильніший, ніж можна було б припустити з його качиного вигляду. Він є одним з тих, хто найбільше виступає за знищення Землі, і це все частіше приводить його до конфлікту з Бокко по ходу серіалу, також він критикує її за її почуття до Шінічі (іноді мається на увазі, що він має свої власні почуття до Бокко). Однак, незважаючи на своє ставлення до землян, Пукко завжди готовий допомогти Wonder 3 і захистити Шінічі. Пукко має зачіску або перуку, схожу на ті, що носили the Beatles або Мо Говард з «Трьох балбесів»; ймовірно, Тедзука додав її через величезну популярність the Beatles у Японії в той час.
Бокко, Нокко та Пукко володіють японською і англійською — а також можуть розмовляти з іншими тваринами. У них також є рушниця, яка називається реверсивною рушницею. З його допомогою можна повернути плин часу на невеликій території.
Шінічі Хоші (яп. 星真一, Hoshi Shin'ichi) — земний хлопчик, який стає їхнім союзником протягом усього серіалу. Він єдиний, хто знає, ким вони є насправді, і що вони можуть розмовляти. Подруга Шінічі, Каноко, також займає важливе місце в манзі, але відсутня в аніме, можливо, тому, що її присутність завадила б плану Тедзуки щодо завершення серіалу.
Коїчі Хоші (яп. 星光一, Hoshi Kōichi) — старший брат Шінічі, секретний агент організації під назвою «Фенікс», прикриттям якої є художник манґи. Його основним супротивником є Інтершпигун, хоча він також бореться і з іншими. Іноді він використовує зброю, але в основному покладається на бойові мистецтва і свій годинник, який містить невеликий молоток і ланцюжок, радар і ліхтарик, який також можна використовувати як промінь, щоб засліпити супротивників. Його люлька також містить димний газ, який може приховати його місцезнаходження. У Феніксі він відомий як агент P77. Він також майстер маскування. Коїчі приєднався до Фенікса, щоб помститися за смерть друга (який раніше був Агентом P77), вбитого Інтершпигуном. Політика Фенікса полягає в тому, щоб уникати насильства, коли це можливо, але визнає, що іноді воно неминуче.
В серіалі також є три персонажі другого плану. Матір Шінічі та Коїчі — це огрядна і владна жінка. Їхній батько — досить сором'язлива людина зі слабким характером. Батьки Шінічі та Коїчі керують невеликим готелем. Третій персонаж — таємничий М, голова «Фенікса» і людина, від якої Коїчі отримує накази. Ми бачимо лише його потилицю.

## Аніме
Wonder 3 транслювався в Японії на Fuji TV з 6 червня 1965 року до 27 червня 1966 року. Серіал загалом має 52 серії.
Цей серіал став першою роботою Тедзуки, в якій він застосував метод анімації, що вже давно використовувався компаніями Disney та Warner Brothers, коли кожен аніматор відповідав за малювання одного персонажа, замість команди аніматорів, де кожна людина брала шматок шоу і малювала все.
І манґа, і аніме мали однакову основу, і персонажі виглядали майже ідентично, але сюжети суттєво відрізнялися. Історії, які з'явилися в манзі, не були використані для аніме — і навпаки. Крім того, у манґа-версії шкільні друзі та вчителі Шінічі відіграють більшу роль, ніж в аніме.

## Сприйняття
Художник манґи Аракі Хірохіко називав себе фанатом і зараховував Wonder 3 до своїх улюблених робіт Тедзуки.